# 倪姓
倪姓是一個中國人的姓氏，在《百家姓》中排名第71位。约占中華人民共和國汉族人口的百分之零点一四。分布较广，尤以江苏、湖北、上海等省市为多。

## 起源
來自山東。春秋时期，邾武公将次子封于郳（在今山东省枣庄市山亭区境），建立郳国。《左传·庄公五年》云：“郳之上，出于邾国”。战国时郳国被楚国所灭，其子孙以国名为郳姓，去邑而为，后改姓倪。

## 外部連結
[在维基数据编辑]
 《百家姓》
 《欽定古今圖書集成·明倫彙編·氏族典·倪姓部》，出自陈梦雷《古今圖書集成》